# قسم تشغابور الريفي (مقاطعة دشتي)
قسم تشغابور الريفي (بالفارسية: دهستان چغاپور) هي قسم تقع في إيران في Kaki District. يقدر عدد سكانها بـ 5,391 نسمة .